# Bardzobogaciszki I
Bardzobogaciszki I – dawny folwark. Tereny, na których była położona, leżą obecnie na Białorusi, w obwodzie grodzieńskim, w rejonie smorgońskim, w sielsowiecie Soły.

## Historia
W czasach zaborów w gminie Soły, w powiecie oszmiańskim, w guberni wileńskiej Imperium Rosyjskiego. W 1905 roku liczył 13 mieszkańców, 189 dziesięcin, własność Lewandowskiego.
W latach 1921–1945 folwark leżał w Polsce, w województwie wileńskim, w powiecie oszmiańskim, w gminie Soły.
W 1931 w 1 domu zamieszkiwało 6 osób.
Wierni należeli do parafii rzymskokatolickiej w Sołach. Miejscowość podlegała pod Sąd Grodzki w Oszmianie i Okręgowy w Wilnie; właściwy urząd pocztowy mieścił się w Sołach.